# آدريان لايير
آدريان لايير (بالإنجليزية: Adrian Leijer)‏ (25 مارس 1986 أستراليا - ) هو لاعب كرة قدم أسترالي، شارك في الألعاب الأولمبية الصيفية 2008.

## الروابط الخارجية
- آدريان لايير على موقع الاتحاد الدولي (مؤرشف)  (الإنجليزية)
- آدريان لايير على موقع دوري كوريا الجنوبية (الإنجليزية)
- آدريان لايير على موقع قاعدة بيانات كرة القدم.إي يو (الإنجليزية)
- آدريان لايير على موقع ناشيونال فوتبول تيمز (الإنجليزية)
- آدريان لايير على موقع Soccerbase.com (لاعب) (الإنجليزية)
- آدريان لايير على موقع Soccerway.com (الإنجليزية)
- آدريان لايير على موقع عالم كرة القدم.نت (الإنجليزية)
- آدريان لايير على موقع اللجنة الأولمبية الدولية (الإنجليزية)
- آدريان لايير على موقع أوليمبيديا (الإنجليزية)
- آدريان لايير على موقع اللجنة الأولمبية الأسترالية (الإنجليزية)